# Бидаровы
Бида́ровы (осет. Бидартæ, Быдартæ) — осетинская фамилия.

## Происхождение
В селении Джимара Трусовского ущелья проживала фамилия Боцуаевых. Трудно приходилось жителям горных ущелий — то и дело приходилось расчищать дороги, так как из-за селей и лавин они подвергались частому разрушению. Среди мужчин, следивших за сохранностью дороги, был Быдар Боцуаев.
По преданию, однажды Быдар прилёг на траву отдохнуть. Ему послышался голос: «Быдар, ты должен жить здесь, переселись сюда!» Подскочил тогда Быдар, посмотрел в сторону дзуара Хъил, откуда исходил глас, но никого там не увидел. На этом месте Быдар построил себе добротный дом с гостиной, после чего поселился в нём со своей семьёй. Друзья его поддержали, сказали, что в доме смогут останавливаться путники, проходящие через перевал, а за это Быдар будет брать с них плату.
Так стали жить Боцуаевы неподалёку от горной дороги. Они сами следили за её сохранностью, а также указывали путникам дорогу. В доме Боцуаевых останавливались великие русские писатели: А. С. Грибоедов, А. С. Пушкин, М. Ю. Лермонтов, А. Н. Островский, А. П. Чехов и др. Когда Быдар умер, его потомство стало носить фамилию Бидаровых, а место, где они жили, стали называть селом Бидаровых. Впоследствии, когда зарождалось колхозное движение, Бидаровых переселили в с. Базилан (осет. Базилæн), позже одна семья перебралась в город Беслан, где стала носить фамилию Дидаровых.

## Генеалогия
Родственными фамилиями (осет. æрвадæлтæ) Бидаровых являются Боцоевы и Дзанаговы.

## Известные носители
- Батраз Станиславович Бидаров — инвестиционный советник, руководитель компании «Открытие инвестиции в РСО–А».